# Buchholzův systém
Buchholzův systém (též Buchholz) je časté pomocné hodnocení v šachových, pétanque a kuličkových turnajích, hraných švýcarským systémem, které upřednostňuje hráče, kteří hráli se silnějšími soupeři. Byl vynalezen roku 1932 Brunem Buchholzem. Buchholz hráče se rovná součtu bodů jeho soupeřů. Jiným pomocným hodnocením je Sonnenborn-Berger.
Někdy je kritizován fakt, že Buchholz započítává opravdu každého soupeře a zvláště soupeři v prvních kolech nejsou často odpovídající úrovni hráče. Proto se někdy používá takzvaný střední Buchholz, jenž nezapočítává nejlepšího a nejhoršího soupeře.